# Monocreagra dilucida
Monocreagra dilucida är en fjärilsart som beskrevs av W. Warren 1897. Monocreagra dilucida ingår i släktet Monocreagra och familjen tandspinnare. Inga underarter finns listade i Catalogue of Life.